# Aeroporto Internacional de Florianópolis
O Aeroporto Internacional de Florianópolis/Hercílio Luz (IATA: FLN, ICAO: SBFL) é um aeroporto no município de Florianópolis, capital de Santa Catarina. É o principal aeroporto do estado e o terceiro aeroporto com maior movimentação de passageiros internacionais do Brasil. O nome do aeroporto é uma homenagem ao governador Hercílio Luz, importante político de Santa Catarina.
O aeroporto é administrado desde 3 de janeiro de 2018 pela Floripa Airport. A concessionária é subsidiária da Zurich Airport, empresa responsável pela gestão do Aeroporto de Zurique, cidade mais populosa da Suíça. Como parte do plano de outorga da concessão, que se estende por 30 anos, foi construído um novo terminal de passageiros, com capacidade para 8 milhões de usuários por ano. O novo terminal foi inaugurado em 28 de setembro e entrou em operação regular em 1º de outubro de 2019.
Além de operar voos domésticos para Chapecó, para os Estados do Rio Grande do Sul, Paraná, São Paulo, Rio de Janeiro, Minas Gerais e para o Distrito Federal, recebe voos internacionais regulares provenientes da Argentina, Chile, Panamá e Portugal. Durante a temporada de verão, recebe voos diretos da região Nordeste, Paraguai e Uruguai e, com escala, do Peru. 

## História

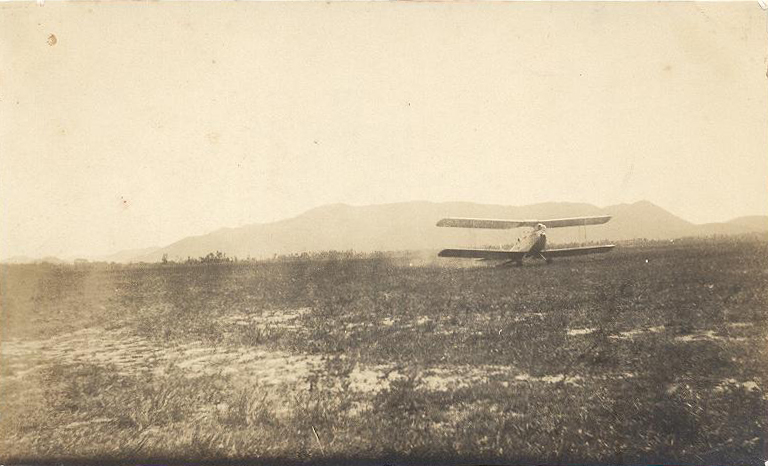
Pista de pouso do Campeche em 1933

Os antecessores do Aeroporto Internacional de Florianópolis estão ligados aos primórdios da aviação na América do Sul. Em 1922, a capital de Santa Catarina, Florianópolis, foi a escolhida para abrigar as instalações do Sistema de Defesa Aérea do litoral do Brasil. No ano seguinte, em 1923, começaram as obras no campo da Ressacada, que abrigaria o Centro de Aviação Naval de Santa Catarina. À época, o céu era exclusividade dos hidroaviões.

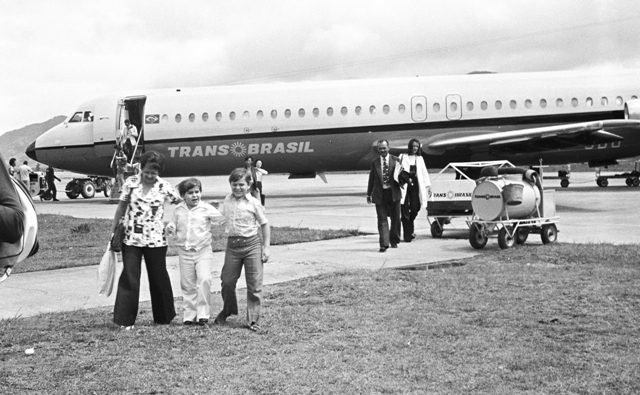
Pátio de aeronaves durante a década de 1970

Em 1942, foi inaugurada a primeira pista de pouso e decolagem, de cabeceiras 03/21, em concreto. O Ministério da Aeronáutica inaugurou no ano de 1955 um terminal de passageiros com 500 m², sob administração do então Departamento de Aviação Civil. Entre outras instalações, existia uma torre de controle, um pátio para aeronaves e a pista compartilhada com a Base Aérea de Florianópolis, que se mantém até os dias de hoje.

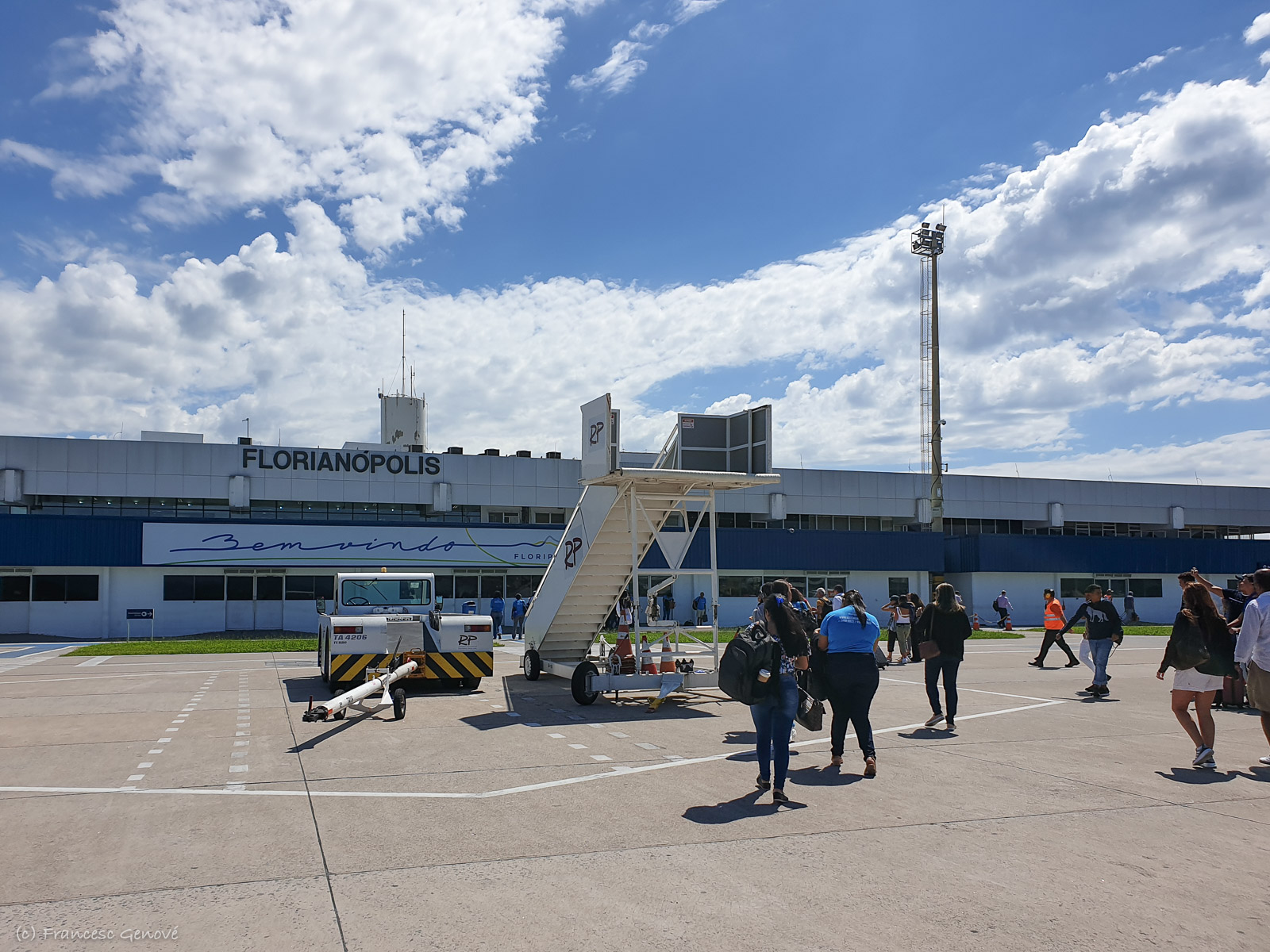
Antigo terminal de passageiros, inaugurado em 1976

Em 1974, a empresa estatal Infraero recebeu a jurisdição do aeroporto. Um novo terminal de passageiros foi inaugurado em 14 de agosto de 1976, com 2 985 m². No mesmo ano, o antigo terminal de passageiros foi transformado em terminal de carga aérea. A pista principal 14/32, à época com 2 300 x 45 m, foi aberta ao tráfego público em 1978, juntamente com o pátio de estacionamento de aeronaves do novo terminal de passageiros.
Em 1988, ocorreu a primeira ampliação do terminal de passageiros, que passou a contar com 6 440 m² de área construída.  Em 3 de outubro de 1995, o Aeroporto Hercílio Luz foi elevado à categoria de Internacional pelo então Ministério da Aeronáutica. 
Em 2000, o aeroporto foi climatizado e ampliado em mais 2 000 m², totalizando uma área de 8 440 m². A última grande intervenção no antigo terminal de passageiros promovida sob a gestão da então administradora Infraero ocorreu em 2010, com a instalação de um módulo operacional de 1 100 m² nas salas de embarque e desembarque. A obra resultou na área total de 9 540 m².
Em 3 de janeiro de de 2018, a gestão do aeródromo foi integralmente repassada à Floripa Airport, empresa do grupo Flughafen Zürich AG, da Suíça, vencedora do leilão, realizado em 16 de março de 2017. Um novo terminal de passageiros foi construído, sendo inaugurado em 28 de setembro de 2019, entrando em operação regular no dia 1º de outubro de 2019. O prédio do antigo terminal deve ser transformado em um conjunto de equipamentos de saúde, como um Hospital Dia, após acordo entre a Floripa Airport e a prefeitura.

## O aeroporto
O terminal de passageiros do Aeroporto Internacional de Florianópolis, inaugurado em 2019, conta com 49 mil metros quadrados de área construída, quatro vezes superior à do antigo terminal de passageiros. O aparelho permite o processamento de 8 milhões de passageiros por ano, o que duplicou a capacidade anterior.
O novo terminal foi construído em dois pisos. O embarque ocorre pelo primeiro piso: são 45 guichês de check-in e 13 portões de embarque. Desses, 2 portões são para uso exclusivo internacional, 10 para uso doméstico e 1 reversível para uso doméstico ou internacional, em conformidade com a demanda apresentada. O embarque pode ocorrer por meio de 10 pontes telescópicas conectoras (fingers) ou remotamente, com o auxílio de escadas. O desembarque ocorre no piso térreo, que conta com 8 esteiras para restituição de bagagens, sendo 2 para a chegada de voos internacionais e 1 reversível. Está disponível para acesso público um terraço-mirante, com vista panorâmica para o pátio de aeronaves.

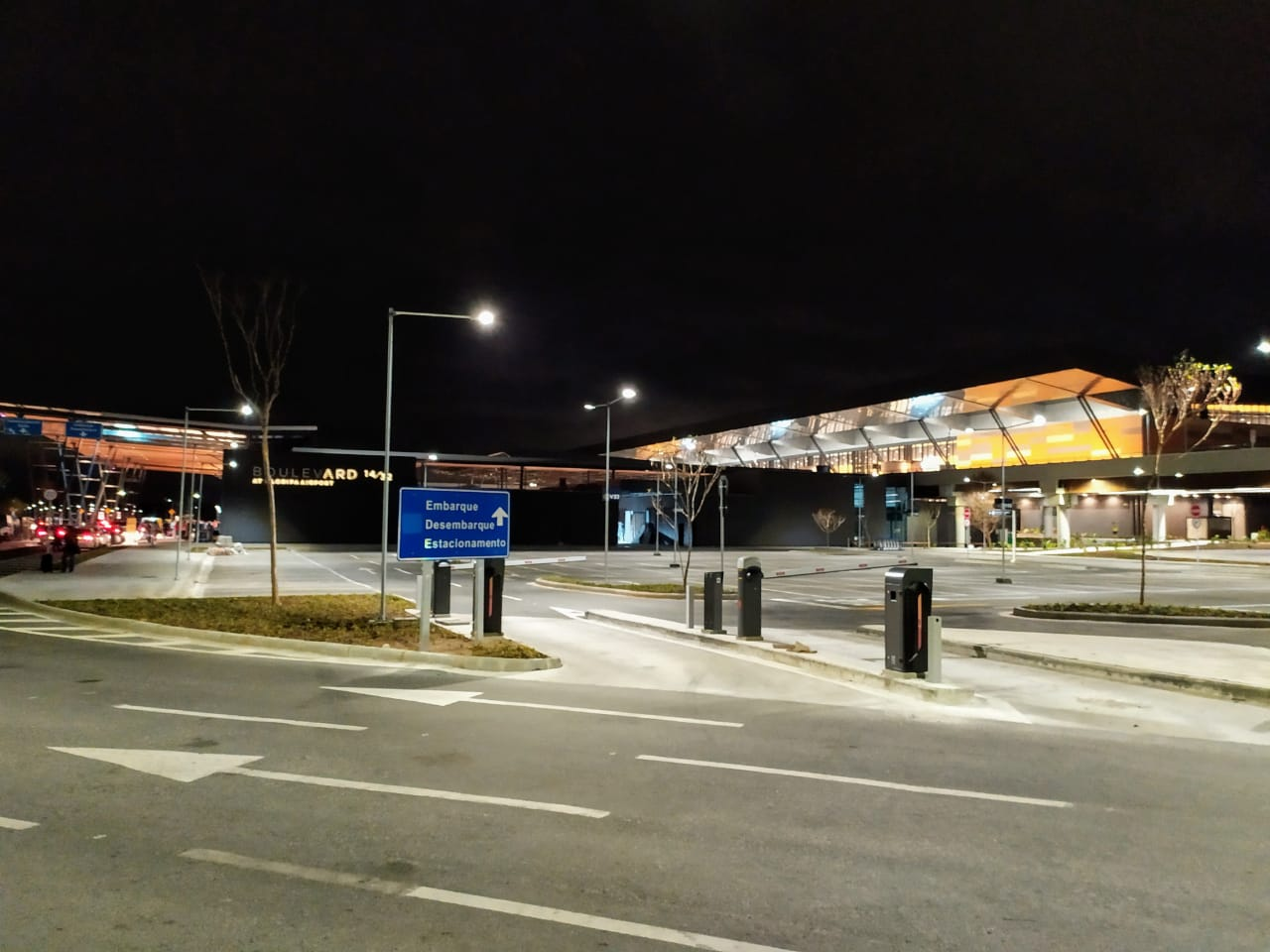
Entrada do Aeroporto, com o Boulevard 14/32

Além de 5 mil metros quadrados de área comercial no próprio terminal de passageiros, há uma praça com pontos comerciais e opções de lazer em frente à entrada do novo aeroporto, denominada Boulevard 14/32. O local, chamado assim em referência à pista principal de pousos e decolagens do aeroporto, possui 11 mil metros quadrados. No espaço, são realizados eventos e oferecidos espaços de convivência abertos ao público.
O terminal conta, ainda, com um equipamento de apoio rodoviário, espaço intermodal localizado ao lado do Boulevard 14/32 e do terminal de passageiros. A estrutura, autorizada pelo Governo do Estado de Santa Catarina, permite o fornecimento de serviços de transporte rodoviário intermunicipal sem a necessidade de transbordo no Terminal Rodoviário Rita Maria.

### Sítio aeroportuário
O sítio aeroportuário do Aeroporto Internacional Hercílio Luz, com área total de 9 086 589,53 m², conta com os seguintes equipamentos:

#### Pistas
Pouso e decolagem
Principal (14/32):
- Comprimento: 2 400 m
- Largura: 45 m
- Tipo de pavimento: asfalto
- Resistência (PCN): 78/F/A/X/T

Auxiliar (03/21):
- Comprimento: 1 320 m
- Largura: 45 m
- Tipo de pavimento: concreto
- Resistência (PCN): 26/R/B/X/T

Capacidade (mov/h): 22
Táxi
- Pistas de taxiamento: 1
- Saídas diagonais: 1 (não concluída)
- Saídas ortogonais: 5

#### Pátios de estacionamento de aeronaves (apron)
- Pátio 1 (novo terminal de passageiros): 80 945 m², com 18 posições (10 com pontes de embarque e 8 remotas)
- Pátio 2 (antigo terminal de passageiros): 21 735 m², com 5 posições (5 remotas)
- Pátios 3 (terminal de cargas) e 4 (aviação geral): 26 888 m², com 21 posições (5 para aeronaves de cargas e 17 para aeronaves de aviação geral)

#### Terminal de passageiros
Área do terminal: 49 000 m²
Área comercial: 5 000 m²
Balcões de check-in: 45
Portões de embarque: 13
Pontes de embarque: 10
Esteiras de restituição de bagagens: 8
Capacidade de processamento (pax/ano): 8 milhões
Sala VIP: 1 (The Lounge Florianópolis)

#### Antigo terminal de passageiros
Área: 9 540 m²

#### Terminal de cargas
Área:
- terminal: 1 750 m²
- pátio de manobras: 740 m²

#### Aviação geral
Área:
- hangares: 2 680 m²
- pátio de manobras: 5 170 m²

#### Estacionamento
Vagas: 2 530

#### Equipamento de apoio rodoviário
Vagas para ônibus: 10

#### Distância ao centro da cidade
15 km

## Estatísticas

### Movimento operacional
Variação do ano atual compara dados de período equivalente do ano anterior.

### Movimentação por rota
Dados consolidados de 2024:

## Concessão
Desde 3 de janeiro de 2018, o Aeroporto Internacional de Florianópolis - Hercílio Luz é administrado pela Floripa Airport, empresa do grupo Flughafen Zürich AG, da Suíça, vencedora do leilão realizado em 16 de março de 2017.

### Histórico

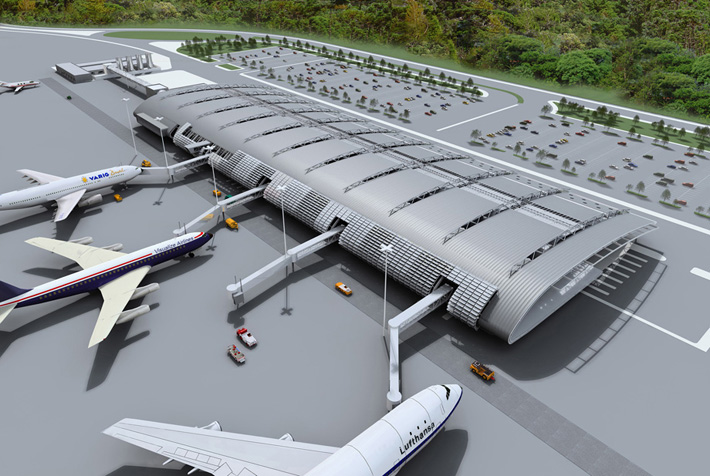
Projeção vencedora do concurso nacional para o novo terminal de passageiros do aeroporto, realizado em 2004 pela Infraero

Em 2004, a Infraero, em parceria com o Instituto de Arquitetos do Brasil (IAB), promoveu concurso público de projetos arquitetônicos para a ampliação do aeroporto. As três propostas finalistas foram apresentadas pelos arquitetos Mário Biselli (SP), Marcelo Consiglio Barbosa (SP) e Sérgio Roberto Parada (DF); a vencedora, anunciada em 14 de junho de 2004, foi idealizada pelos arquitetos paulistas Mário Biselli e Artur Katchborian, do escritório Biselli Katchborian Arquitetos Associados.
O projeto, em formato que remete a uma asa de avião, previa a construção de um terminal de passageiros em dois níveis operacionais, com quatro pontes de embarque, e um terceiro piso destinado à administração, estendendo sua fachada por 250 metros. A obra exigiria também a construção de um novo pátio de aeronaves e de um novo acesso, pois o espaço previsto para a ampliação localiza-se a sudoeste do atual terminal.
A contratação da empresa para a execução dos serviços de engenharia e obras de construção do novo terminal de passageiros e dos demais sistemas de apoio foi formalizada em 27 de dezembro de 2012, ao custo de R$ 188 milhões. O consórcio vencedor, formado pelas Construtoras Espaço Aberto e Viseu, chegou a realizar 7,48% do total previsto da obra, porém o reiterado atraso no cronograma motivou a rescisão do contrato em outubro de 2014.
Ao mesmo tempo, houve a contratação das obras de terraplenagem, drenagem, pavimentação e balizamento luminoso do novo complexo terminal do aeroporto, destinada à construção de pistas de táxi, saídas rápidas e do pátio de aeronaves. No entanto, em virtude do anúncio da concessão do aeroporto, as obras foram suspensas e os contratos rescindidos apesar da execução superar os 70%.
As quatro pontes de embarque adquiridas a um custo de R$ 7,4 milhões, que desde 2014 aguardavam a conclusão das obras para sua instalação no novo terminal de passageiros, foram destinadas ao Aeroporto Internacional de Maceió.
No mês de janeiro de 2015, o então prefeito de Florianópolis, César Souza Júnior, e o governador do Estado de Santa Catarina à época, Raimundo Colombo, foram até Brasília para requerer a privatização da administração do Aeroporto Internacional Hercílio Luz. Em junho do mesmo ano, o governo federal anunciou a concessão do aeroporto para a iniciativa privada, juntamente com os aeroportos de Fortaleza, Salvador e Porto Alegre. Com isso, houve a paralisação definitiva das obras de construção do novo terminal e das novas pistas de estacionamento e de taxiamento, que devem ser aproveitadas pelo concessionário.

### Estudos de viabilidade
Os estudos de viabilidade técnica, econômica e ambiental do aeroporto foram realizados por um consórcio liderado pela empresa de consultoria BF Capital Participações Ltda. e integrado pelas empresas Infraway Engenharia Ltda. JGP Consultoria e Participações Ltda., Logit Engenharia Construtiva Ltda., Moysés e Pires S/S e Proficenter Planejamento e Orçamento de Obras Ltda.
Os relatórios apresentados apontaram a necessidade de expansão do sítio aeroportuário em função do aumento projetado da demanda para os próximos anos. Para tanto, foi sugerida a adoção de um Plano Conceitual de Desenvolvimento para o Aeroporto Internacional Hercílio Luz pelos próximos trinta anos, estruturado em três fases em conformidade com as previsões de movimentação de passageiros e aeronaves. O investimento esperado é de aproximadamente R$ 988 milhões.
Projeta-se que em 2046, ano do término da concessão, o aeroporto movimente 13,6 milhões de passageiros e 8 mil toneladas de carga, estimando um crescimento anual médio do número de passageiros da ordem dos 4,2%.

### Fases de expansão
De 2017 a 2025, a previsão de investimento é de R$ 617 milhões a aplicar na construção do novo terminal e na reforma, ampliação e modernização de pistas e pátios, entre outros investimentos. Já de 2026 a 2035 há a previsão de R$ 204 milhões em investimentos, a partir de um processamento anual de 7 milhões de passageiros ou 1 870 passageiros/hora. Em uma terceira fase, de 2036 a 2046, estão previstos R$ 168 milhões a serem investidos em ampliações e outras melhorias, a partir dos 9,7 milhões de passageiros por ano ou 2 550 passageiros/hora.

### Lançamento do edital
O edital de concessão do aeroporto foi publicado em 1º de dezembro de 2016 no Diário Oficial da União, com previsão inicial de realização do leilão no dia 16 de março de 2017 na Bolsa de Valores, Mercadorias e Futuros de São Paulo. A minuta do edital, bem como dos demais documentos anexos, foi submetida a consulta pública no período entre 4 de maio de 20 de junho de 2016.
Seria considerado vencedor, o grupo econômico que oferecesse o maior valor de outorga, ou seja, o maior valor pela concessão do aeroporto. O prazo previsto para a concessão do sítio aeroportuário é de trinta anos, prorrogáveis por mais cinco anos. Para o Aeroporto Internacional Hercílio Luz, foi estabelecida uma outorga mínima de R$ 211 milhões, sendo que 25% desse valor (R$ 53 milhões) deverá ser pago na assinatura do contrato, acrescido do ágio ofertado. O valor restante da outorga será pago em contribuições fixas anuais atualizadas pelo IPCA, sendo prevista uma carência de cinco anos. Entre o 6º ano e o 9º ano da concessão, as parcelas anuais terão valores crescentes; a partir do 10º ano, os valores serão iguais. Além dessa parcela fixa, o concessionário destinará uma contribuição variável ao sistema em valor equivalente a 5% de sua receita bruta anual. A parcela variável será revertida em favor do Fundo Nacional de Aviação Civil, criado pela Lei nº 12.462, de 4 de agosto de 2011, com o objetivo de desenvolver e fomentar o setor de aviação civil e as infraestruturas aeroportuária e aeronáutica civil.
Para a arrematação do aeroporto de Florianópolis, era exigida a presença na sociedade, de operador aeroportuário que comprove a operação, por pelo menos cinco anos, de um aeroporto com processamento mínimo de 4 milhões de passageiros em pelo menos um dos últimos cinco anos. Segundo as regras do edital, o operador aeroportuário deveria deter participação societária de, pelo menos, 15%, sendo admitida a soma da participação de até dois operadores desde que ambos cumpram o requisito de operação mínima de processamento de passageiros. Também seria admitida a participação de companhia aérea no consórcio, desde que não ultrapassasse 2% da composição societária, assim como a arrematação de mais de um aeroporto pelo mesmo grupo econômico, desde que não situados na mesma região geográfica.
Em 9 de dezembro de 2016, o Banco Nacional de Desenvolvimento Econômico e Social (BNDES) divulgou as condições de financiamento para a concessão do aeroporto. Ao contrário das concessões anteriores, não houve a liberação do chamado empréstimo-ponte, contratado entre a assinatura do contrato e a aprovação do crédito de longo prazo. O percentual do valor financiado também foi reduzido de 70% para 40% do total de investimentos financiáveis, devendo a empresa responsável aportar pelo menos 20% de recursos próprios. Além das condições regulares de financiamento, houve a inclusão de dispositivos de governança e de transparência, como por exemplo auditorias externas anuais e divulgação de dados operacionais e de balancetes contáveis.
Em fevereiro de 2017, o BNDES anunciou o incremento de sua participação no financiamento das concessões aeroportuárias no Brasil, incluindo a do aeroporto de Florianópolis. O Banco poderia adquirir até 100% das debêntures emitidas pela concessionária, viabilizando ainda o empréstimo da parcela adicional, caso haja, a juros de mercado. Com isso, a participação do banco nos investimentos financiáveis chegou a 80%, mantido o aporte mínimo de 20% de recursos próprios do consórcio vencedor.

### Leilão
O leilão para a concessão do Aeroporto Internacional Hercílio Luz ocorreu em 16 de março de 2017, às 10h, na B3, em São Paulo. O lance inicial pela concessão do aeroporto era de R$ 52 735 236,00, a ser pago na assinatura do contrato. A sessão foi transmitida ao vivo via Internet. Duas operadoras estrangeiras ofereceram lances iniciais: a suíça Flughafen Zürich AG, assessorada pela corretora Santander, e a francesa Vinci Airports, representada pela corretora BTG Pactual.
| Empresa       | Zurich           | Vinci            |
| ------------- | ---------------- | ---------------- |
| Lance inicial | R$ 58 333 333,33 | R$ 52 735 237,00 |

Com a proposta da Zurich sendo a oferta titular, ou seja, a maior oferta apresentada, as empresas foram consideradas habilitadas para prosseguirem à segunda fase do leilão, momento em que os lances eram emitidos por viva-voz. A variação mínima definida entre os lances ofertados para o aeroporto de Florianópolis foi de R$ 5 milhões. As interessadas apresentaram dez propostas, fazendo do Aeroporto de Florianópolis o mais disputado dentre os concedidos na ocasiãoː
| Lance | Empresa | Valor            |
| ----- | ------- | ---------------- |
| 1º    | Vinci   | R$ 59 000 000,00 |
| 2º    | Zurich  | R$ 63 333 333,33 |
| 3º    | Vinci   | R$ 64 000 000,00 |
| 4º    | Zurich  | R$ 68 333 333,33 |
| 5º    | Vinci   | R$ 69 000 000,00 |
| 6º    | Zurich  | R$ 73 333 333,33 |
| 7º    | Vinci   | R$ 74 000 000,00 |
| 8º    | Zurich  | R$ 78 333 333,33 |
| 9º    | Vinci   | R$ 79 000 000,00 |
| 10º   | Zurich  | R$ 83 333 333,33 |

Sagrou-se vencedora a empresa Flughafen Zürich AG, responsável, desde 2010, pela gestão do Aeroporto de Zurique, na Suíça. A empresa administra ainda o Aeroporto Internacional El Dorado, em Bogotá, Colômbia; o Aeroporto Internacional Hato, em Curaçao, nas Antilhas Neerlandesas; o Aeroporto Internacional Diego Aracena, em Iquique, e o Aeroporto Internacional Cerro Moreno, em Antofagasta, Chile. No Brasil, integra juntamente com o Grupo CCR o consórcio BH Airport, que controla 51% do Aeroporto Internacional Tancredo Neves, em Confins, que atende a cidade de Belo Horizonte.
Em comparação com a oferta mínima, o ágio ofertado pela empresa vencedora da licitação foi de 58% sobre o valor originalmente previsto.

### Assinatura do contrato
Em solenidade realizada em 27 de julho de 2017 no Palácio do Planalto, o Presidente da República Michel Temer anunciou a assinatura dos contratos de concessão dos aeroportos leiloados em março de 2017, dentre os quais o Aeroporto Internacional de Florianópolis – Hercílio Luz. A assinatura ocorreu na sede da Agência Nacional de Aviação Civil em 28 de julho de 2017. No ato da assinatura, a concessionária pagou o importe de R$ 83 333 333,33, lance que arrematou a delegação do aeroporto pelo prazo de 30 anos, prorrogáveis por mais 5 anos. O valor da parcela foi composto por 25% do valor mínimo estimado pelo Governo Federal para a outorga acrescido ao ágio oferecido pela empresa vencedora, de R$ 30 598 097,33.

### Transição
As atividades de transição da gestão do Aeroporto Internacional de Florianópolis – Hercílio Luz tiveram início informal com a instalação de um escritório da Flughafen Zürich, futura concessionária do sítio, no atual terminal de passageiros.
Com a assinatura do contrato de concessão, em 28 de julho de 2017, a transição foi formalmente deflagrada. Durante os primeiros setenta dias, a partir de 1º de agosto de 2017, a Flughafen Zürich acompanhou a operação da Infraero no sítio aeroportuário. Após este período, teve início a administração compartilhada do aeroporto, fase em que a concessionária operou com uma equipe de transição. A partir de 1º de janeiro de 2018, a gestão plena do sítio aeroportuário foi transferida à Flughafen Zürich.
Em 31 de agosto de 2017, a ANAC publicou no Diário Oficial da União a ordem de serviço autorizando o início da fase de transferências das operações para a concessionária. Em 26 de setembro de 2017, a concessionária anunciou que giraria sob o nome Floripa Airport, revelando ser esta a nova identidade do aeroporto. Divulgou ainda o novo logo da companhia e detalhes sobre o projeto do novo terminal de passageiros. Na mesma data, entrou no ar a página da concessionária na internet.

### Novo terminal de passageiros

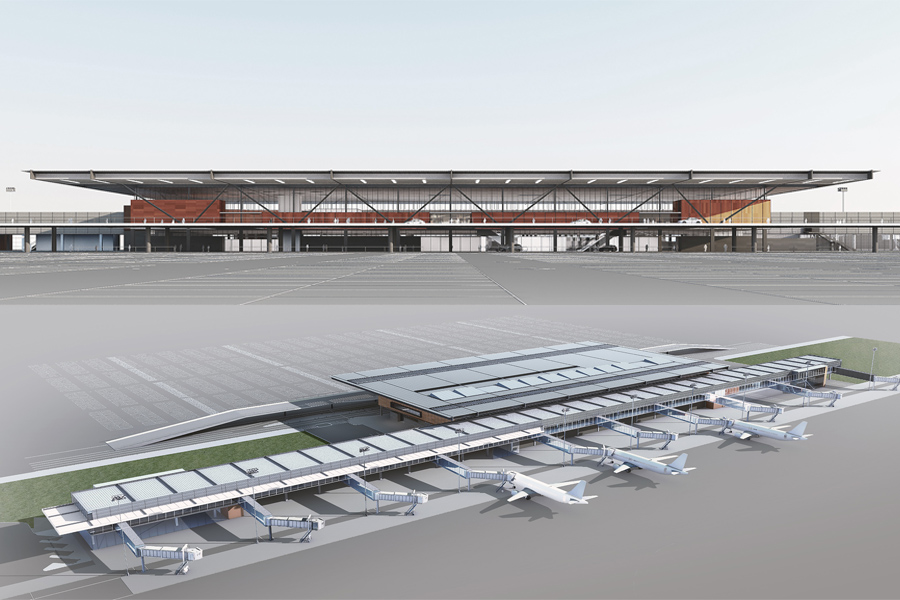
Projeto do novo terminal de passageiros do Aeroporto Internacional de Florianópolis

Como parte do plano de outorga da concessão do terminal à Floripa Airport, previu-se a construção de um novo terminal de passageiros. O projeto foi refeito pelo escritório de arquitetura Biselli Katchborian Arquitetos Associados, a mesma empresa responsável pelo projeto vencedor da concorrência nacional realizada pela Infraero em 2006, e pela Racional Engenharia, empresa de São Paulo responsável pela construção do Terminal 2 do Aeroporto Internacional de Belo Horizonte, em Confins, para atendimento às exigências do edital de concessão. As obras de fundação já iniciadas e paralisadas em 2015 foram preservadas no novo empreendimento.
Estimava-se que as obras do novo terminal, assim como a ampliação do estacionamento, a conclusão da pista de taxiamento e a ampliação em 100 metros da pista principal 14/32 fossem entregues no último trimestre de 2019, com um investimento estimado em R$ 500 milhões nos primeiros trinta meses de concessão. As obras tiveram início em 15 de janeiro de 2018 e foram concluídas em agosto de 2019, antes do prazo inicialmente previsto.

### Acesso ao novo terminal

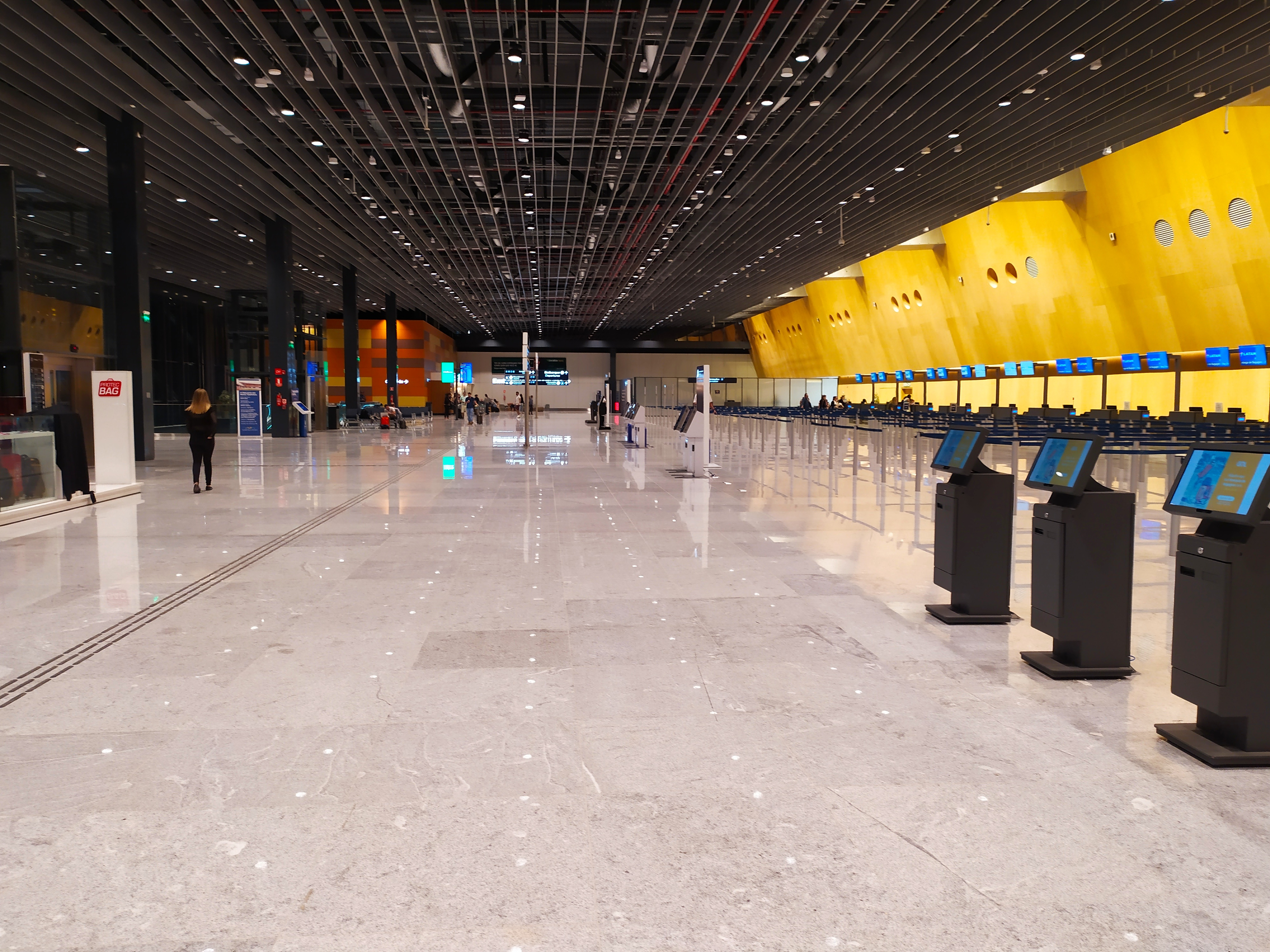
Saguão do novo terminal do aeroporto

O novo terminal de passageiros localiza-se a sudoeste das antigas instalações. Para implementar o acesso ao novo terminal, o governo catarinense planejou intervenções no trânsito da região.
As obras, divididas em quatro lotes, contemplavam a duplicação da avenida Diomício Freitas, entre o entroncamento com o elevado Oscar Manoel da Conceição, o Elevado do Trevo da Seta, e um novo elevado nas proximidades do Estádio da Ressacada, que por isso ficou conhecido como Elevado da Ressacada. Além disso, foi projetada a construção de uma nova via em pista dupla entre o atual trevo da Ressacada e o Rio Fazendinha, cortando o Loteamento Santos Dumont, até a interseção com a Rodovia Aparício Ramos Cordeiro. O novo trecho seria unido pelo elevado com a parte duplicada da Avenida Diomício Freitas. Esses dois trechos se tornam partes da SC-401, com o nome oficial de Rodovia João Nilson Zunino. Além dos trechos, o governo também construiria a rodovia de acesso ao novo terminal, que sairia da interseção com a Rodovia Aparício Ramos Cordeiro, que viraria uma rótula.
Dificuldades na emissão de licenciamento ambiental pelo Instituto Chico Mendes de Conservação da Biodiversidade para o trecho novo da SC-401, que contorna o Santos Dumont, em razão da sua proximidade com terrenos de mangue que compõem a Reserva Extrativista Marinha do Pirajubaé, causaram um grande atraso nas obras. Ainda assim, as autoridades do governo do Estado comprometeram-se a entregar as obras até 2019, antes da data prevista para a inauguração do novo terminal. No entanto, dificuldades encontradas no andamento das obras acabaram impossibilitando a inauguração completa do trecho, que foi entregue com trechos em pista simples e sem iluminação em 28 de setembro de 2019. Em abril de 2020, foram concluídas as obras no traçado, que segue em pista dupla até o entroncamento com a Rodovia Aparício Ramos Cordeiro, no trevo que dá acesso à Tapera, e em pista simples até o aeroporto. A iluminação parcial e provisória do trecho, realizada pela Prefeitura Municipal, foi entregue em 25 de março de 2020. A iluminação definitiva é de responsabilidade do governo do Estado. A licitação, que chegou a ser suspensa por ordem do Tribunal de Contas do Estado de Santa Catarina, foi autorizada após ajustes e a obra concluída em novembro de 2021. Novas intervenções para o tratamento paisagístico e urbanístico e de reforço à segurança viária foram contratadas em 2022.

## Serviços

### Órgãos públicos
- ANAC
- ANVISA
- Ministério da Agricultura
- Polícia Civil
- Polícia Federal
- Polícia Militar
- Receita Federal
- Santur

## Acidentes e Incidentes
- Voo 2023 do Correio Aéreo Nacional: Fazendo uma escala na cidade vindo do Rio de Janeiro, o Voo 2023 da Força Aérea Brasileira, operado pelo Correio Aéreo Nacional (CAN), uma aeronave Douglas C-47, saiu às 16h do dia 6 de junho de 1949 do Aeroporto Hercílio Luz com destino a Porto Alegre. Pouco depois disso, após atravessar a Baía Sul, o avião chocou-se contra o Morro do Cambirela, a cerca de 12 km a sudoeste do aeroporto, no município vizinho da Palhoça. A provável causa da queda foi o mau tempo. Todos os 26 ocupantes do avião morreram, sendo esta a maior tragédia da aviação brasileira até então.[62][63][64][65]
- Voo Transbrasil 303: Iniciado na manhã de 12 de abril de 1980, o voo Transbrasil 303, realizado pelo Boeing 727 PT-TYS, ligava Belém a Porto Alegre, com escalas em Fortaleza, Brasília, Vitória, Rio de Janeiro, São Paulo e Florianópolis. Ao se aproximar da capital catarinense, as condições meteorológicas não eram favoráveis, o que ocasionou o choque do avião, contra o lado norte do Morro da Virgínia, na localidade de Ratones, cerca de 24 km ao norte do Aeroporto Hercílio Luz. Dos 58 passageiros e tripulantes, apenas 3 sobreviveram.[66][67]
- Em 8 de novembro de 2003, o Airbus A320 PT-MZL, da TAM Linhas Aéreas, transportando 122 passageiros e 6 tripulantes, derrapou na pista durante o pouso no Aeroporto Internacional Hercílio Luz. A aeronave saiu de Congonhas, em São Paulo, com destino à capital catarinense. Com a forte chuva que atingia a cidade, o avião sofreu um processo de deslizamento sob a água, ocorrendo a perda do controle do aparelho, que derrapou e acabou indo parar na grama, na pista principal do aeroporto. O trem de pouso dianteiro ficou danificado e a asa direita chegou a tocar no chão. Ninguém se feriu.[68]
- Em 12 de julho de 2023, o Airbus A321 PT-MXM da LATAM, que fazia o voo LA 3300 vindo de Guarulhos, derrapou na pista ao pousar e parou com o bico no canteiro de grama, danificando o trem de pouso e a pista. Os danos causados levaram ao fechamento do aeroporto para pousos e decolagens. Todos os 172 passageiros e sete tripulantes foram retirados sem maiores problemas e os motivos do incidente estão sendo investigados. Na hora do pouso, a cidade sofria os efeitos da passagem de um ciclone extratropical, com muita chuva.[69][70]